# Jaspar Coedyck
Jaspar Coedyck (Brugge, vermoedelijk 1533 - vermoedelijk 1568) was een Zuid-Nederlands meester-glaswerker en lid van de Brugse Sint-Lucasgilde. Hij werd in 1566 samen met zijn broer Wulfaert gearresteerd voor "opruiing".

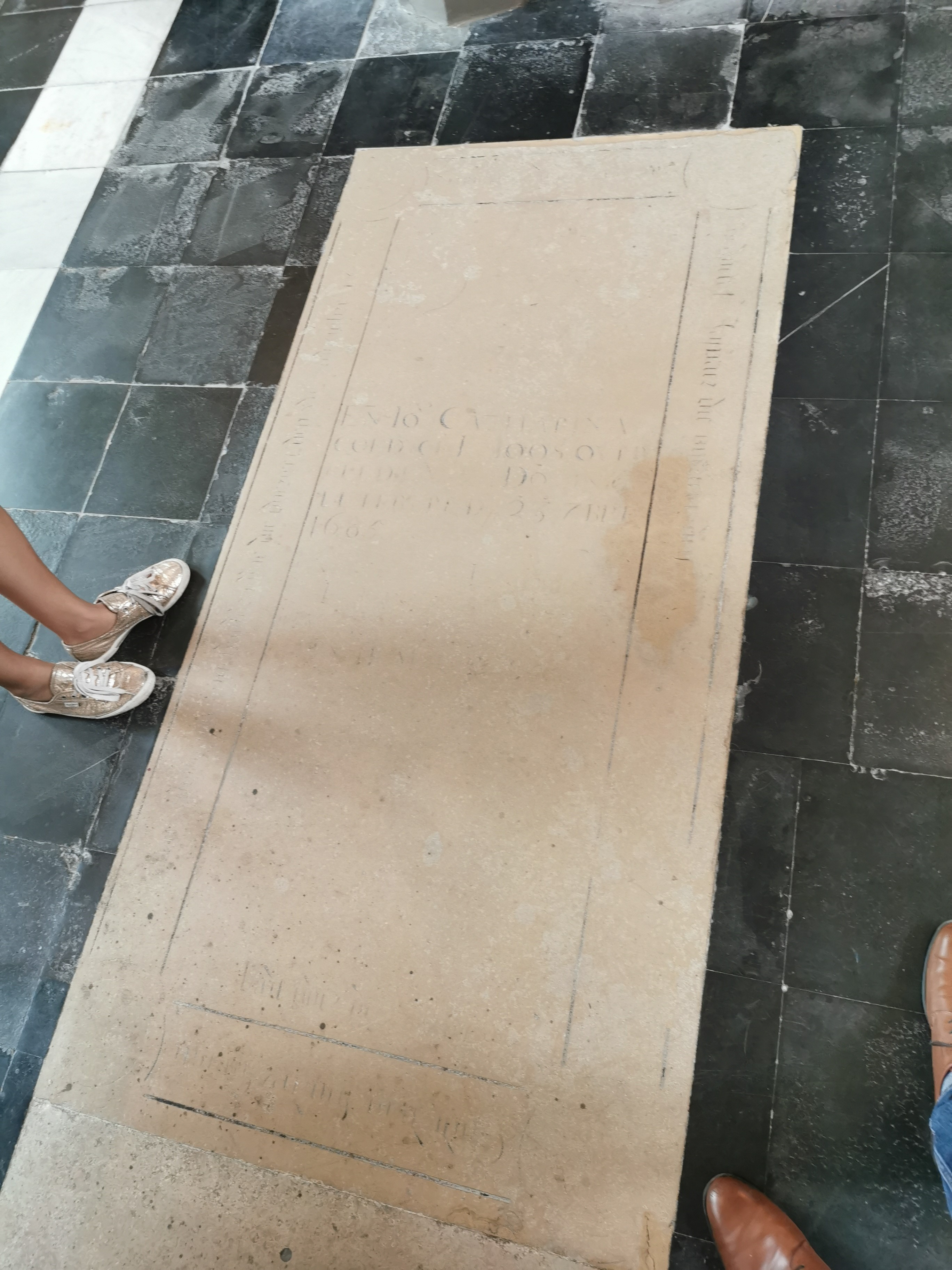
Grafsteen familie Coedyck in Onze-Lieve-Vrouwekerk Brugge

## Familie
Jaspar Coedyck had twee zonen, Remeeus (1560-1633) en Jaspar (1567-1641). De naam van hun moeder is onbekend. Zijn vader was eveneens meester-glazemaker (en heette wellicht Corneille Coedyck). Broer Wulfaert was achtereenvolgens gehuwd met Tanneke Despars, Mayken Hoymans en Perina Carnier. Tanneke Despars (1534-1560) was de dochter van Martin Despars, scadebelettere (ordehandhaver), die een natuurlijke zoon was van burgemeester Jacob Despars (1490-1558). Ze was dus, één graad verwijderd, ook de nicht van Nicolaas Despars. Nicolaas Despars (1522-1597) was enige tijd burgemeester toen Brugge enkele jaren (1578-1584) onder Calvinistisch bewind stond. Broer Wulfaert Coedyck staat in de Zestendelen in 1580 aangeduid als eigenaar van het huis De Zwarte Arent in het Genthof. 
De zoon van Jaspar, Remeeus Coedyck, was eigenaar van een huis in de Eekhoutstraat, waar hij woont van 1609 tot 1622. 
Deze zoon Remeeus Coedyck heeft een grafsteen in de Onze-Lieve-Vrouwekerk van Brugge, in de beuk van de kruiskapel. Daar liggen ook Remeeus zijn echtgenote Joseyne Speelmans, hun zoon Joos Coedyck en hun kleinkind Catharina Coedyck (1612-1685) begraven. Op de verweerde grafsteen stonden volgens het Handschrift De Hooghe twee wapenschilden; een van Coedyck met als slagzin "Dyck voor Polder" en een van Speelmans met als slagzin "hout goed woort".

## Glasmaker
Jaspar Coedyck, meesterszoon, legde volgens de admissieboeken van de Sint-Lucasgilde in 1553 zijn eed af als meester ghelasemaker. Broer Wulfaert legde zijn eed af in 1555. In de memorielijst van de Sint-Lucasgilde waarop alle overlijdens van beeldemakers herdacht worden, staat naast de naam van Jhesper Koedic, Glase, het jaar 1568.  Broer Wulfaert Coedyck staat ook in de memorielijst en naast zijn naam staat de datum 1584. Deze data kunnen de overlijdensdata zijn, maar kunnen ook verwijzen naar het moment dat de doodschuld (begrafeniskosten) aan de gilde betaald werd en dat kon ook nog tijdens het leven gebeuren.

## Opruiing
Op 3 november 1566 speelden de gebroeders Coedyck een actieve rol bij schermutselingen aan de Kruispoort. Na een hagenpreek kwam een groep geuzen luid psalmen zingend terug naar de stad, waar de burgemeester  hen beval te stoppen met zingen. Toen zij weigerden, werd de poort gesloten en raakte de groep reformisten in twee gedeeld. Een deel binnen en een ander deel van de groep stond nog buiten de stadspoort. Een gevecht ontstond en een van de soldaten werd daarbij zijn hellebaard afgepakt. Zonder daartoe het bevel gekregen te hebben, gebruikte hij zijn haakbus en daarbij vallen twee doden onder de calvinisten. Dat nieuws verspreidde zich als een lopend vuurtje door de stad, de geuzen riepen om wraak, messen werden getrokken - zo kwam Henry Waghe toegesneld met een mes in elke hand - en er raakten enkele mensen verwond. De wacht had alle moeite om de gemoederen te bedaren. Wulfaert Coedyck had volgens de pastoor van de Onze-Lieve-Vrouwekerk de menigte opgestookt: ghelasmackere die de roere hielp stellen ande poorte ende riep slaet doot , slaet doot.  Jehan Sorret zou op dezelfde plek tue(z) le magistrat geroepen hebben en werd daarvoor een jaar later verbannen.

## Geus
Broer Wulfaert had misschien slaet dood geroepen, maar Jaspar Coedyck had een reputatie. Hij kwam meermaals ter sprake tijdens het onderzoek bij het proces van de Raad van Beroerten tegen de anabapiste Catherine Arents, die zowel heimelijk als publiek preken bijwoonde en nieuwe gelovigen ronselde. Ook al bleef ze doopsgezind, onderhield ze vooral betrekkingen met de calvinistische beweging. Die was rond 1560 te Brugge ontstaan en telde een honderdvijftigtal leden, vaak kooplui of beter gesitueerde ambachtslieden, terwijl doopsgezinden eerder arm waren. Ook Catherina Arents was een meer welstellende koopvrouw. De katholieke inquisiteur beschouwde haar, op aangeven van pastoor Smout, als de pest van de parochie Sint-Walburga tellement qu’elle a par dons et belles parolles céduict et infecté plusieurs ses voisins et inhabitants de ladicte paroiche. Ze stond in contact met geuzen van buiten Brugge, ontving bij haar thuis verschillende sectarissen vander nieuwer religie en nam openlijk haar familie mee naar haagpreken. Verschillende getuigen legden bezwarende verklaringen over haar af en vermeldden daarbij ook meerdere medestanders. Twee getuigen benoemden onafhankelijk van elkaar Jaspar Coedyck, die evenmin als haar nog ter kerke ging en waarmee ze al jaren contact hield:
te wiens voornoemde CATHELYNEN huuse ooc daghelycx quam eenen PIETER VAN DYCKE, schoemaker, zeer suspect zynde, metgaders oock eenen JASPAR COEDYCK, glaesmaker, die zeker amende doen moeste omme de beroerte by hem ghemaect ande poorte

## Veroordeling
Op 21 november 1566 worden Jaspar en Wulfaert veroordeeld om op hun knieën vergiffenis te vragen aan God en aan de rechtbank. Ze moeten in hun hemd, met bloot hoofd en blote voeten, met een kaars in de hand, vergiffenis vragen en worden zes maanden in de stad opgesloten, op gevaar van verdere criminele vervolging. Dat is een relatief beperkte straf in het licht van het bloedplakkaat. Ze worden niet bestraft voor ketterij maar voor het maken van tumult en het uiten van opstandige woorden. De lichte straf valt echter te begrijpen in de context van het Wonderjaar en de vaststelling dat het Brugse stadsbestuur al enkele jaren op religieus en politiek vlak een beleid van gematigd pragmatisme nastreefde.

## Voetnoten
1. ↑  Andere schrijfwijze: Wulfard
2. ↑  Andere schrijfwijzen: Gaspard, Jhesper
3. ↑  Andere schrijfwijzen: Goedyck, Koedic
4. ↑  Huis Eechoutstrate B14/16, nu Eekhoutstraat 11. Erfgoed Brugge In twee gevelstenen staat gedateerd "1570" en "XVe LXX". (L. DEVLIEGHER, De Huizen te Brugge, Tielt, 1975, p.68). Gearchiveerd op 14 april 2023.